# Milly Quezada
Milagros Quezada Borbón, detta Milly (Santo Domingo, 21 maggio 1955), è una cantante dominicana.

## Biografia
Nata a Santo Domingo, è conosciuta come la «regina del merengue».
Nel corso della sua attività musicale si è aggiudicata quattro Latin Grammy, tra cui quello alla carriera, un ASCAP Latin Heritage Award e un Billboard Latin Music Award. Tre dei suoi dischi sono entrati nella Top Latin Albums, mentre nella Hot Latin Songs ha conseguito tre brani in classifica, di cui uno in top five.

## Discografia

### Album in studio
- 1979 – Milly
- 1981 – No te puedo tener
- 1996 – El Rey y la Reina del Merengue (con Johnny Ventura)
- 1998 – Vive
- 2000 – Tesoros de mi tierra
- 2002 – Pienso asi...
- 2005 – MQ
- 2008 – ...Sólo faltas tú

### Raccolte
- 2001 – Milly Quezada: Greatest Hits
- 2003 – Milly Quezada: 20 exitos originales
- 2010 – Mis favoritas: Milly Quezada
- 2015 – Frente a frente (con Gisselle)
- 2015 – Lo Mejor de Milly y los Vecinos
- 2019 – Milly & Company
- 2020 – Duets Greatest Hits

### Singoli
- 1979 – La esposa olvidada/Falsedad
- 1981 – No te puedo tener/La ultima vez
- 1981 – En el final de la acera
- 1988 – Yo tengo un negro (con Los Vecinos)
- 2016 – Mejor que a ti me va
- 2016 – Que lluevan corazones
- 2018 – De colores (feat. Illegales)
- 2018 – Juanita no come cuento
- 2019 – Rutina (con Gilberto Santa Rosa)
- 2019 – Yo te quiero querer (feat. Pavel Nuñez)
- 2019 – Con los ojos cerrados (con Héctor Acosta)
- 2020 – Tu mundo cambió
- 2020 – Gracias a ti
- 2020 – Sigan bailando (con Billos)
- 2021 – Entre tu cuerpo y el mío (con Ryan Milo)
- 2021 – Más dominicana